# Libanotis libanotis
Libanotis libanotis là một loài thực vật có hoa trong họ Hoa tán. Loài này được (L.) H. Karst. mô tả khoa học đầu tiên năm 1882.